# Grande Lisboa
A Grande Lisboa é uma região portuguesa situada no centro-oeste do país. Tem uma área de 1 390km2 e registou em 2024 uma população de 2 156 612 habitantes com uma densidade populacional de 1 552 habitantes por km2, sendo a segunda região mais populosa de Portugal e a segunda região menos extensa do país.
A capital da região situa-se na cidade de Lisboa, que é também a capital nacional. Em conjunto com a Península de Setúbal forma a Área Metropolitana de Lisboa. Limita a norte com a sub-região do Oeste, a leste com a sub-região da Lezíria do Tejo, a sul com o Estuário do Tejo e, através dele, com a sub-região da  Península de Setúbal, e a oeste com o Oceano Atlântico. Pertence ao Distrito de Lisboa e à CCDR Lisboa e Vale do Tejo. A Grande Lisboa é composta por 9 municípios:
- Amadora (cidade)
- Cascais (vila)
- Lisboa (cidade-capital)
- Loures (cidade)
- Mafra (vila)
- Odivelas (cidade)
- Oeiras (vila)
- Sintra (vila)
- Vila Franca de Xira (cidade)

A sub-região compreende ainda outras cidades: Agualva-Cacém e Queluz (no concelho de Sintra), Alverca, Póvoa de Santa Iria, Vialonga, Alhandra, Vila Franca de Xira e Castanheira do Ribatejo (no concelho de Vila Franca de Xira) e Sacavém (no concelho de Loures).
Os municípios mais populosos são Lisboa e Sintra, enquanto que as localidades mais populosas são Lisboa, Queluz, Amadora, Algueirão-Mem Martins e Agualva-Cacém.

## Cultura
Na Grande Lisboa acontece o Festival de Música de Sintra e o Festival Internacional de Banda Desenhada da Amadora.